# Marc Antoni Crètic
Marc Antoni Crètic (en llatí: Marcus Antonius M. F. C. N. Creticus) va ser un magistrat romà. Era fill d'Antoni l'orador. Formava part de la gens Antònia.
Va ser pretor l'any 75 aC i el 74 aC va obtenir, per influència de Publi Cetege i del cònsol Marc Aureli Cotta, el comandament de la flota del Mediterrani per lluitar contra els pirates.
Però va aprofitar el seu poder per fer saquejos innecessaris, que aprofità per enriquir-se, especialment a Sicília. En canvi no va aconseguir acabar amb els pirates. El seu atac a les bases dels pirates de Creta, que va tenir el suport de les ciutats gregues, especialment Bizanci, va ser un fracàs i la major part de la flota va quedar destruïda. Ell mateix es va salvar segurament a costa d'un tractat vergonyós. Probablement l'any 71 aC va morir a Creta i va rebre el renom sarcàstic de Creticus.
Es va casar en primeres noces amb Numitòria, amb qui no va tenir fills, i de segones amb Júlia, amb qui en va tenir tres:
- Marc Antoni el triumvir
- Gai Antoni
- Luci Antoni